# Castaño del Robledo
Castaño del Robledo település Spanyolországban, Huelva tartományban. Castaño del Robledo Galaroza, Fuenteheridos, Los Marines, Alájar, Santa Ana la Real és Jabugo községekkel határos. Lakosainak száma 226 fő (2024).

## Népesség
A település népessége az utóbbi években az alábbiak szerint változott:
| Lakosok száma | 200  | 201  | 214  | 224  | 214  | 211  | 206  | 223  | 230  | 226  |
|               | 2001 | 2004 | 2006 | 2009 | 2011 | 2014 | 2016 | 2019 | 2021 | 2024 |